# São Francisco do Sul
São Francisco do Sul ist die drittälteste bewohnte Siedlung nach der Entdeckung Brasiliens im Jahr 1500. Sie liegt im Norden des Bundesstaats Santa Catarina, im Norden der Insel Ilha de São Francisco do Sul. Sie wurde 1504 gegründet, wurde jedoch erst 1660 eigenständig und nach 1847 eine Stadt. Im Jahre 2010 lebten hier 42.569 Einwohner auf einer Gesamtfläche von 540 km². Sie befindet sich an der atlantischen Meeresbucht Baía da Babitonga auf einer Höhe von 1–9 m über NN.

## Wirtschaft und Hafen
São Francisco do Sul hat den fünftgrößten Containerhafen Brasiliens und ist neben den Häfen von Itajaí und Rio Grande der wichtigste in Südbrasilien. 70 % der Einnahmen des Ortes werden hier erzeugt. Der Hafen befindet sich auf der Insel Ilha de São Francisco do Sul, ca. 45 km von Joinville, 60 km von Jaraguá do Sul und 160 km von Blumenau entfernt. Der Hafen gilt zusammen mit Itajaí als Haupthafen des Bundesstaates Santa Catarina. Er versorgt die oben genannten Orte mit Gütern und die ansässige Textil- und Schuhindustrie verschifft große Teile der Exportladung hier. Der Tiefgang des Zugangskanals liegt bei 14 Metern.
An fünf Liegeplätzen wurden 2010 insgesamt 726 Schiffe abgefertigt. Der Frachtumschlag im selben Zeitraum lag bei 9,6 Millionen Tonnen. Die Hafenoperationen laufen zum Teil über private Firmen. Allerdings liegt die Verwaltung des Hafens bei der Administração do Porto de São Francisco do Sul. Außer Containerverladung spielt beim Hafenumschlag auch landwirtschaftliches Massengut mit entsprechenden Silos eine Rolle.

## Tourismus
Portugiesische Einwanderer vorwiegend von den Azoren haben diesen Ort erbaut, der mit seinen 150 historischen Gebäuden unter Denkmalschutz gestellt wurde. Trotz des geschäftigen Hafens hat sich die Stadt den Charakter eines romantischen Ortes  bewahrt, der sich still an den Ufern der Babitongabucht entlangstreckt. Als 1504 der französische Seefahrer Binot Paulmier de Gonneville in der Region vor Anker ging, bedeutete dies die Gründung der ältesten Siedlung Santa Catarinas. Auf ihrem Gebiet liegen insgesamt 13 Strände, alle am nahen Atlantik. Von der Festung Marechal Luz, die auf einem Hügel über der Stadt liegt, hat man einen Rundblick auf die Insel Paz und die Bucht. Das Gebäude wurde 1909 auf den Ruinen der alten portugiesischen Festung errichtet. Im Sommer besuchen etwa 100.000 Touristen die Stadt.

## Persönlichkeiten
- Júlia Maria da Costa (1844–1911), Dichterin, hier gestorben
- Carlos Alberto Breis Pereira (* 1965), katholischer Ordensgeistlicher, Koadjutorerzbischof von Maceió, hier geboren